# توني لوبلان
توني لوبلان (بالإسبانية: Tony Leblanc) هو ملاكم ومؤلف موسيقى تصويرية ولاعب كرة قدم ومقدم تلفزيوني وكاتب سيناريو وعازف الجاز ومخرج وممثل إسباني، ولد في 7 مايو 1922 بمدريد في إسبانيا، وتوفي في 24 نوفمبر 2012 بفيلافيسيوسا دي أودون في إسبانيا بسبب نوبة قلبية وسرطان البنكرياس.

## أعمال

### أفلام
- (1948) الحسيمة
- (2005)  إل بروتكتور

## وصلات خارجية
- توني لوبلان على موقع IMDb (الإنجليزية)
- توني لوبلان على موقع ألو سيني (الفرنسية)
- توني لوبلان على موقع ميوزك برينز (الإنجليزية)
- توني لوبلان على موقع تيرنر كلاسيك موفيز (الإنجليزية)
- توني لوبلان على موقع أول موفي (الإنجليزية)
- توني لوبلان على موقع ديسكوغز (الإنجليزية)
- توني لوبلان على موقع قاعدة بيانات الفيلم (الإنجليزية)
- توني لوبلان على موقع كينوبويسك (الروسية)